# Schistopselaphus bicoloripes
Schistopselaphus bicoloripes is een keversoort uit de familie schijnboktorren (Oedemeridae). De wetenschappelijke naam van de soort is voor het eerst geldig gepubliceerd in 1938 door Pic.